# Rene L. Moreno
Rene L. Moreno (6 de Dezembro de 1969) é um ator norte-americano mais conhecido por interpretar o soldado Joseph Ramirez na série Band of Brothers em 2001.

## Vida pessoal
Moreno nasceu em Douglas, Arizona, de pais mexicanos.
Ele começou sua carreira em 1989 numa série de TV chamada Teen Angel interpretando Wayne. Desde então já participou de 32 títulos, sendo Band of Brothers o de maior sucesso.

## Filmografia
- Teen Angel (1989) como Wayne
- Madhouse (1990)
- Young Guns II (1990)
- Shadowhunter (1993) como Manny
- Soldier Boyz (1995) como Raul
- Bio-Dome (1996) como Partier
- Murphy Brown (1996) como Bellhop
- All Lies End in Murder (1997) como Markie Valesquez
- Diagnosis Murder (1997) como Brian
- Caroline in the City (1998) como Bullfighter
- Poodle Springs (1998) como Tino
- Dharma & Greg (1999) como Joaquin
- Tequila Body Shots (1999) como Hector
- City of Angels (2000) como Antonio Fernandez
- Thieves (2001) como Chip
- ''Band of Brothers'' (2001) como Joseph Ramirez
- Sun Gods (2002) Dionysio
- Touched by an Angel (2002) como Joaquin
- Providence (2002) como Enfermeira "Fig" Figueroa
- ER (2002) como Ed
- Robbery Homicide Division (2003) como Victor Zavala
- Greetings from Tucson (2002-2003) como Manny
- Last Flight Out (2004) como Salazar
- Callback (2005)
- ''Cold Case'' (2005) como Paulo Munoz
- Heroes (2007) como Coyote
- Ugly Betty (2007) como Hector
- CSI: Crime Scene Investigation (2007) como Adam Jiminez
- Sex and the City (2008) como Felix
- NCIS (2008) como Hector Cruz
- Bones (2009) como Barney
- Weeds (2010) como Miguel

## Ligações Externas
- Rene L. Moreno at IMDB
- Rene L. Moreno at Share TV.org